# G-Dragon
Kwon Ji-yong (Hangul: 권지용), știut după numele său de scenă drept G-Dragon, este un cântăreț, rapper, compozitor, producător, antreprenor și un fashion icon Sud Coreean. S-a antrenat timp de 6 ani în cadrul companiei YG Entertainment și a debutat în 2006 ca liderul trupei BIGBANG, ce a devenit una dintre cele mai bine vândute trupe din lume. Este supranumit si Regele Kpop-ului.
Odată cu lansarea primului său album solo în 2009 "Heartbreaker", G-Dragon și-a consolidat poziția lui în industrie ca și producător. Toate melodiile de pe album s-au clasat pe poziții înalte în clasamente. Tot în această perioadă începe să devină și un fashion icon.

## Discografie
- Heartbreaker (2009)
- One of a Kind (2012)
- Coup d'Etat (2013)
- Übermensch (2025)